# Cladosporium pipericola
Cladosporium pipericola är en svampart som beskrevs av R.A. Singh & Shankar 1971. Cladosporium pipericola ingår i släktet Cladosporium och familjen Davidiellaceae.   Inga underarter finns listade i Catalogue of Life.